# Davao du Nord
Le Davao du Nord est une province des Philippines.

## Villes et municipalités
Municipalités
- Asuncion
- Braulio E. Dujali
- Carmen
- Kapalong
- New Corella
- San Isidro
- Santo Tomas
- Talaingod

Villes
- Samal
- Panabo
- Tagum